# Телгато
Телгато (итал. Telgate) је насеље у Италији у округу Бергамо, региону Ломбардија.
Према процени из 2011. у насељу је живело 4720 становника. Насеље се налази на надморској висини од 191 м.

## Становништво
Према резултатима пописа становништва 2011. у општини је живело 4.857 становника.
| 1931. | 1936. | 1951. | 1961. | 1971. | 1981. | 1991. | 2001. | 2011. |
| ----- | ----- | ----- | ----- | ----- | ----- | ----- | ----- | ----- |
| 2.238 | 2.205 | 2.324 | 2.362 | 2.795 | 3.299 | 3.715 | 4.190 | 4.857 |